# Nemacladus orientalis
Nemacladus orientalis är en klockväxtart som först beskrevs av Mcvaugh, och fick sitt nu gällande namn av Nancy Ruth Morin. Nemacladus orientalis ingår i släktet Nemacladus och familjen klockväxter. Inga underarter finns listade i Catalogue of Life.